# Texas Flood
Texas Flood ist Stevie Ray Vaughans Debütalbum aus dem Jahr 1983. Der damals 29-jährige Vaughan wurde damit praktisch über Nacht zu einem der bekanntesten und gefeiertsten Blues- und Rockgitarristen. Das Album wurde innerhalb von nur drei Tagen in Jackson Brownes privatem Studio aufgenommen.

## Titelliste
1. Love Struck Baby – 2:19
2. Pride and Joy – 3:39
3. Texas Flood – 5:21
4. Tell Me – 2:48
5. Testify – 3:20 *
6. Rude Mood – 4:36
7. Mary Had a Little Lamb – 2:46
8. Dirty Pool – 4:58
9. I’m Cryin’ – 3:41
10. Lenny – 5:00

### Bonus-Titel
Auf einigen späteren CD-Veröffentlichungen wurden die folgenden Bonustitel beigefügt:
1. SRV Speaks (Vaughan) – 0:37
2. Tin Pan Alley (AKA Roughest Place in Town) (Robert Geddins) – 7:42
3. Testify (live) – 3:54
4. Mary Had a Little Lamb (live) (B. Guy) – 3:31
5. Wham (live) (Lonnie Mack) – 4:20

### Reissue 2013
Anlässlich des 30-jährigen Jubiläums des Debüt-Albums von Stevie Ray Vaughan wurde am 25. Januar 2013 ein weiteres Reissue veröffentlicht. Neben dem Original-Album (incl. des Bonustracks „Tin Pan Alley“) wurde unter der Bezeichnung „Legacy Edition“ eine zweite CD mit dem bisher unveröffentlichten Live Set von 1983 aus der Ripley’s Music Hall in Philadelphia ausgeliefert, die neben den Songs aus dem Debütalbum mit Voodo Chile, Little Wing und Third Stone From The Sun auch drei Jimi-Hendrix-Interpretationen enthält. Weiteres Highlight dieser „Geburtstags-Edition“ sind die umfangreichen Liner Notes des renommierten Schriftstellers, Produzenten, Tourmanagers und Publizisten Ashley Kahn.

### Titelliste (Bonus-Live-CD)
1. Testify – 4:14
2. So Excited – 4:17
3. Voodoo Child (Slight Return) – 7:44
4. Pride And Joy – 4:57
5. Texas Flood – 10:00
6. Love Struck Baby – 3:08
7. Mary Had A Little Lamb – 2:59
8. Tin Pan Alley (Aka Roughest Place In Town) – 8:14
9. Little Wing/Third Stone From The Sun – 12:28

## Vorgeschichte
In den frühen 1970er-Jahren zogen Stevie Ray Vaughan und sein Bruder Jimmie Vaughan, der damals als Gitarrist der Fabulous Thunderbirds schon lokale Berühmtheit erlangt hatte, innerhalb des Staates Texas von Dallas nach Austin, wo sie sich größere Erfolgschancen erhofften.
1982 erhielten Stevie Ray Vaughan und seine Band Double Trouble die Chance, auf dem berühmten Montreux Jazz Festival zu spielen, als erste Band ohne Plattenvertrag. Zwar ernteten sie vom Publikum für ihren lauten Texas-Blues Buh-Rufe, doch der ebenfalls anwesende David Bowie war von Vaughans Talent begeistert und engagierte ihn für sein nächstes Album Let’s Dance. Jackson Browne, der ebenfalls die Montreux-Vorstellung gesehen hatte, bot der Band an, sein privates Studio drei Tage kostenlos zu nutzen.
Die zehn aufgenommenen Songs wurden an den Musikproduzenten John Hammond, der schon Musiker wie Bob Dylan, Aretha Franklin oder George Benson gefördert hatte, geschickt. Dieser organisierte für die Band einen Vertrag mit Epic Records. Die Aufnahmen wurden neu gemischt und als Album veröffentlicht. 

## Die wichtigsten Lieder
Pride and Joy ist wahrscheinlich die berühmteste Eigenkomposition Stevie Ray Vaughans. Es ist ein typischer Texas Blues Shuffle in Es-Dur, gespielt mit der für Stevie Ray Vaughan typischen um einen Halbton tieferen Stimmung (Es-As-Des-Ges-B-Es) seiner Gitarre.
Texas Flood, geschrieben ca. 1955 von Larry Davis, auch dem Arrangeur und Trompeter Joe Scott zugeschrieben, wurde durch Stevie Ray Vaughan berühmt und blieb bis zu seinem Tod ein fester Bestandteil seiner Live-Auftritte. Es steht in einem 12/8-Takt und erklingt in Ges-Dur (aufgrund der einen Halbton tieferen Gitarrenstimmung).
Lenny ist der letzte Titel der Originalaufnahme. Vaughans Frau, Lenora, hatte ihm 1980 eine umlackierte 1965er Fender Stratocaster mit Palisandergriffbrett gekauft, die Vaughan so gut gefiel, dass er sie in Anlehnung an den Namen seiner Frau „Lenny“ nannte. Noch in derselben Nacht soll er Lenora zufolge den Song Lenny geschrieben haben. Diesen nahm er, wie auch das Stück Riviera Paradise von seinem Album In Step, auf der Gitarre „Lenny“ auf (deren Hals er inzwischen gegen einen mit Ahorngriffbrett getauscht hatte). Der Gitarrenhersteller Fender stellte im Jahr 2007 eine limitierte Anzahl Kopien von „Lenny“ her. Die Original-Gitarre wurde 2004 für 629.500 US-Dollar versteigert.

## Rezeption

### Chartplatzierungen
Am 3. Juni 1983 erreichte Texas Flood Platz 38 der Billboard 200 und verkaufte mehr als 2.000.000 Kopien.
| ChartsChartplatzierungen       | Höchstplatzierung | Wochen |
| ------------------------------ | ----------------- | ------ |
| Vereinigte Staaten (Billboard) | 38 (33 Wo.)       | 33     |

### Auszeichnungen für Musikverkäufe
| Land/Region                  | Auszeichnungen für Musikverkäufe (Land/Region, Auszeichnung, Verkäufe) | Verkäufe  |
| ---------------------------- | ---------------------------------------------------------------------- | --------- |
| Vereinigte Staaten (RIAA)    | 2× Platin                                                              | 2.000.000 |
| Vereinigtes Königreich (BPI) | Gold                                                                   | 100.000   |
| Insgesamt                    | 1× Gold · 2× Platin ·                                                  | 2.100.000 |

## Trivia
Das Album ist seit März 2008 bis auf die Titel Tin Pan Alley und Wham als Download Content für das Videospiel Rock Band 2 verfügbar.